# Windhoek-Land
Windhoek-Land (englisch Windhoek Rural) ist ein Wahlkreis der Region Khomas in Namibia und umfasst den Großteil der Region Khomas. Auf einer Fläche von fast 36.500 Quadratkilometer leben knapp 30.000 Einwohner (Stand 2023).

## Wahlen
| Wahl | Name           | Partei | Stimmenanteil |
| ---- | -------------- | ------ | ------------- |
| 1992 |                |        |               |
| 1998 | Albert Tsuob   | DTA    | 50,9 %        |
| 2004 | Frederick Arie | SWAPO  | 46,4 %        |
| 2010 | Frederick Arie | SWAPO  | 48,1 %        |
| 2015 | Penina Ita     | SWAPO  | 65,3 %        |
| 2020 | Piet Adams     | LPM    | 30,9 %        |